# Assetjament sexual
|  | Per a altres significats, vegeu «assetjament». |

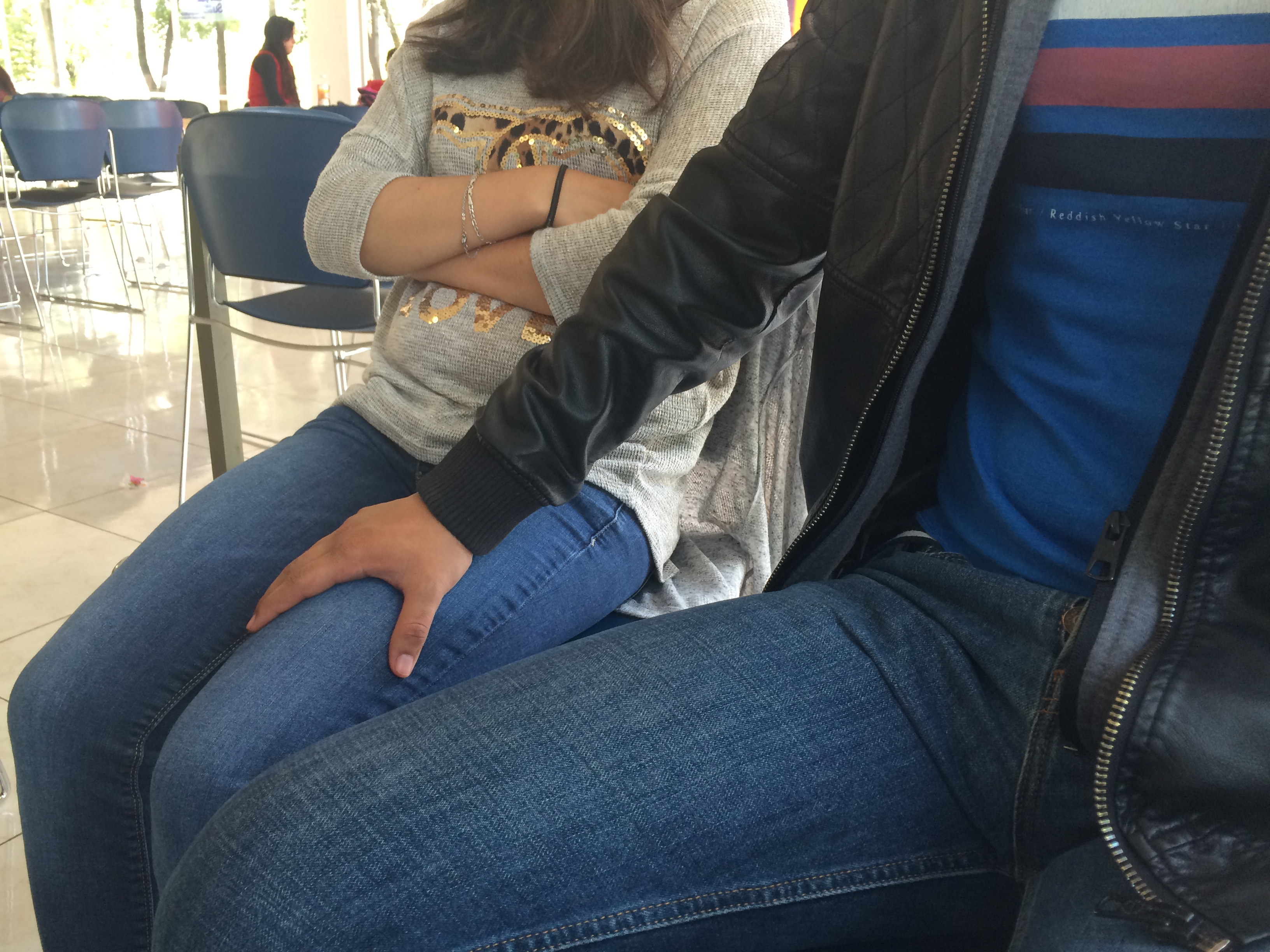
Una recreació d'un home fent un avenç sexual no desitjat a una dona posant-li la mà a la cuixa

L'assetjament sexual és un delicte que consisteix a exigir o demanar favors sexuals (des de tocaments fins a relacions plenes) en l’àmbit laboral, docent o en d'altres contextos, que s'infligeixen a una persona en situació d’intimidació, hostilitat, incomoditat o humiliació. L’assetjament pot produir-se de forma verbal o no verbal. A Espanya es va incloure al Codi Penal el 1995. Per a la tipificació del delicte va ser clau el llibre Sexual Harassment of Working Women (1979), de Catharine MacKinnon.
Inclou una sèrie d'agressions des de molèsties a abusos seriosos que poden arribar a involucrar activitat sexual. Es considera a l'assetjament sexual com una forma de discriminació il·legal i és una forma d'abús sexual i psicològic. Per tal que existeixi el delicte contra la llibertat sexual és necessari que el comportament assetjador provoqui a la víctima una situació molt intimidatòria, hostil o humiliant.
Ocorre típicament en el lloc de treball o altres ambients, docent, relació de serveis habituals, on posar objeccions o rebutjar pot tenir conseqüències negatives. En la llei d'ocupació dels Estats Units, està definit com a qualsevol interès o comportament sexual inoportú en el treball, tenint l'efecte de fer el lloc de treball intimidatori o hostil. L'assetjament sexual és considerat com una forma de discriminació il·legal i és una forma d'abús sexual i psicològic, en un rang entre lleus transgressions a seriosos abusos. De fet, alguns psicòlegs i treballadors socials opinen que l'assetjament sexual sever o crònic pot tenir els mateixos efectes psicològics en les víctimes que la violació o l'agressió sexual. La reacció violenta i les represàlies per denunciar l'assetjament sexual poden agreujar més els efectes. Per exemple, el 1995, Judith Coflin es va suïcidar després d'un assetjament sexual continuat per part dels seus caps i col·laboradors (la seva família va ser indemnitzada més tard amb 6 milions de dòlars per danys).
La definició d'assetjament sexual pot comprendre un ample ventall, depenent de l'opinió de cada individu respecte al que entén que pugui ser l'assetjament, duent a confusions. El terme fou acotat a la Universitat Cornell, el 1974. L'assetjament considerat com típic és el tocament indesitjat entre companys de treball, però a més engloba els comentaris sexuals, discussions sobre superioritat de sexe, les bromes sexuals, els favors sexuals per a aconseguir altres status laborals, etc., algunes empreses provoquen als seus empleats (després de conèixer que un company de treball es va queixar d'assetjament sexual) amb la intenció que canviïn de lloc de treball o ho abandonin, després de conèixer la capacitat d'aquest treballador, per enveja cap a ell o perquè aquesta plaça està prevista per un altre, encara que de vegades ho fan per a estudiar les seves reaccions. L'assetjament fora del lloc de treball també és considerat com a forma d'assetjament sexual.
La situació és més complicada pel fet que la carrera d'un individu pot ser fàcilment destruïda quan aquest es converteix en l'objectiu de l'assetjament sexual, o si aquest és acusat d'assetjament. Els empleadors han de ser curosos per a protegir els drets dels que es queixen i els individus que han estat subjecte de queixes, perquè ambdós poden creure's en posicions vulnerables, i el bon fer o mal fer del cas pot no ser senzill. Aquells que han estat acusats han d'assegurar-se que els seus drets seran completament protegits, i que les acusacions no seran automàticament preses com a prova. També han de ser aconsellats per a no agafar la qüestió pels seus propis mitjans si ells es creuen injustament acusats, i que cap represàlia sigui vista seriosament, independentment del mèrit de les queixes originals.